# Senior Sachs
Senior Sachs znany jako Or shani (אור שני), (ur. 17 czerwca 1816 w Kiejdanach, zm. 18 listopada 1892  w Paryżu) – żydowski pisarz i uczony.

## Życiorys
Ojciec Seniora Sachsa, Cemach, był rabinem w miejscowości Żagory. Od 2 roku życia ojciec uczył Seniora Talmudu i języka hebrajskiego. W późniejszych latach Senior poznał Joszuę Kleina, parnasa żydowskiej społeczności w Kiejdanach, który zapoznał go z ideami haskali.
Po przeczytaniu prac Izaaka Ertera Sachs chciał wyjechać do Brodów, by móc studiować pod okiem mistrza, jednak plany pokrzyżowało wczesne małżeństwo. Przez rok studiował w bet midraszu w Wasiliszkach. Po roku pracy nauczycielskiej w Dubnie Sachs w końcu dotarł do Brodów ok. 1839 roku, gdzie został nauczycielem hebrajskiego. W tym czasie uczył się m.in. języka niemieckiego i czytał pisma naukowe oraz filozoficzne. W Brodach Sachs napisał artykuł poświęcony edukacji żydowskiej w Rosji, który ukazał się anonimowo po niemiecku w piśmie „Annalen”.
Po dwuletnim pobycie w Brodach Sachs, na prośbę rodziny, wyruszył do domu, jednak po drodze został aresztowany za brak paszportu i wywieziony do Krzemieńca. W tamtejszym więzieniu spędził pięć miesięcy. Został zwolniony dzięki interwencji Izaaka Levinsona. Powrócił do domu w Żagorach, ale po sześciu miesiącach zaproszono go do miejscowości Rosienie, gdzie został do 1843 roku. Zaprzyjaźnił się tam z Abrahamem Mapu.
W 1844 roku Sachs wyjechał do Berlina i na tamtejszym uniwersytecie uczęszczał na wykłady Schellinga i Althausa. Zaczął redagować periodyki literackie, z których pierwszym była „Ha-Teḥiyyah” (wydano tylko dwa numery, pierwszy w 1850, a drugi w 1857 roku), zajmując się głównie średniowieczną filozofią religijną, „Ha-Yonah” (ukazał się tylko jeden numer w 1851 roku). Próbował wznowić wydawanie „Kerem Hemed”, który przestał być publikowany w Pradze w 1843 roku. Kontynuował publikowanie go od 1854 do 1856 roku. W 1850 roku Sachs zredagował „Ha-Palit” Leopolda Zunza, indeks cennych rękopisów hebrajskich, z notami biograficznymi niektórych autorów. W 1856 roku udał się do Paryża, gdzie został prywatnym bibliotekarzem barona Josepha Günzburga i nauczycielem jego dzieci.
Sachs skoncentrował swoją działalność głównie na literaturze od żydowskiego renesansu po średniowiecze. Jego prace są w większości zapisywane w różnych dziennikach, które sam założył. Był aktywny w różnych gałęziach literatury hebrajskiej, ale ponieważ zajmował się jednocześnie różnymi tematami, większość jego dzieł pozostała niedokończona.